# Riolândia
Riolândia es un municipio brasileño del estado de São Paulo y tiene una población de 11.429 habitantes (estimativas IBGE/2013).

## Clima
El clima de Riolândia puede ser clasificado como clima tropical de sabana (Aw), de acuerdo con la clasificación climática de Köppen.
- Datos: Q1759077
- Multimedia: Riolândia / Q1759077